# Чухлебов, Константин Фёдорович
Константин Фёдорович Чухлебов — советский хозяйственный и политический деятель.

## Биография
Родился в 1918 году в Полтаве. Член КПСС.
Участник Великой Отечественной войны: командир миномётного взвода 548-го стрелкового ордена Кутузова полка 116-й стрелковой дивизии
В 1956 году — заведующий промышленно-транспортным отделом Полтавского обкома КП Украины
В 1962 году — заместитель председателя Полтавского облисполкома.
В 1966—1974 гг. — первый секретарь Полтавского горкома КП Украины.
Делегат XXIII и XXIV съездов КПСС.
Умер после 1985 года в Полтаве.

## Награды
- Орден Отечественной войны II степени (06.04.1985)
- Орден Трудового Красного Знамени (1966, 25.08.1971[4])
- Орден Красной Звезды (30.05.1945)